# Ḩājj Kākā
Ḩājj Kākā (persiska: حاج کاکا) är en ort i Iran.   Den ligger i provinsen Kerman, i den centrala delen av landet, 800 km sydost om huvudstaden Teheran. Ḩājj Kākā ligger 2 507 meter över havet och antalet invånare är 166.
Terrängen runt Ḩājj Kākā är huvudsakligen kuperad, men åt sydost är den bergig. Terrängen runt Ḩājj Kākā sluttar norrut.Runt Ḩājj Kākā är det glesbefolkat, med 15 invånare per kvadratkilometer. Närmaste större samhälle är Māhūnak, 14,9 km norr om Ḩājj Kākā. Trakten runt Ḩājj Kākā är ofruktbar med lite eller ingen växtlighet.